# Archives départementales des Hauts-de-Seine
Les archives départementales des Hauts-de-Seine sont une direction du conseil départemental des Hauts-de-Seine. Elles sont situées à Nanterre. Contrairement à la majorité des autres services départementaux d’archives, elles n’ont pas été créées en 1796, mais en 1968, à la suite de la création du département des Hauts-de-Seine, ce qui a entraîné une composition particulière de ses fonds.

## Historique
Le département des Hauts-de-Seine a été créé par la loi du 10 juillet 1964 portant réorganisation de la région parisienne. La direction des services d’archives des Hauts-de-Seine est créée le 1er octobre 1968. Néanmoins, jusqu’au 31 mars 1969, cette direction est logée au sein du service interministériel des Archives de France, rue des Francs-Bourgeois, à Paris, avant d’être transférée le 1er avril 1969 route de l’Empereur, à Rueil-Malmaison, dans des locaux provisoires où ont été installés espaces de travail et magasins de conservation.
Les premiers documents à figurer dans les collections ont été des ouvrages historiques, des publications officielles et des périodiques, ainsi que des documents figurés. Concernant les fonds d’archives, les premiers versements ont concerné des fonds de justice de paix ou de recettes-perceptions, des feuilles de ménage du recensement statistique de 1968, des titres de propriété de l’Établissement public pour l'aménagement de la région de la Défense (EPAD), des dossiers de l’Université de Paris X-Nanterre et de l’Inspection académique. De plus, les Archives nationales ont rétrocédé des minutes de notaires de l’ancien département de la Seine.
Un nouveau bâtiment a été construit sur les plans des architectes Bernard Feypell et Bernard Zoltowski et livré le 1er octobre 1978. Novateur pour l’époque, ce bâtiment a été inauguré le 3 avril 1979 par le ministre de la Culture et de la Communication, en présence du préfet des Hauts-de-Seine, du président du conseil général et du directeur général des Archives de France.
Les archives départementales sont en relation avec les services des archives propres à chaque commune du département, par exemple avec la commune d'Antony.
En juillet 2016, le conseil départemental approuve l'acquisition pour environ 11 millions d'euros de la caserne Sully à Saint-Cloud auprès du ministère de la Défense, afin entre autres d'accueillir les archives départementales, actuellement réparties sur 4 sites, dans le bâtiment Charles X. Le projet du département pour la caserne se transforme finalement en celui d'un musée du Grand Siècle, les archives ayant vocation à rejoindre Saint-Quentin-en-Yvelines, à l'occasion du rapprochement entre les deux conseils départementaux.

## Présentation des fonds

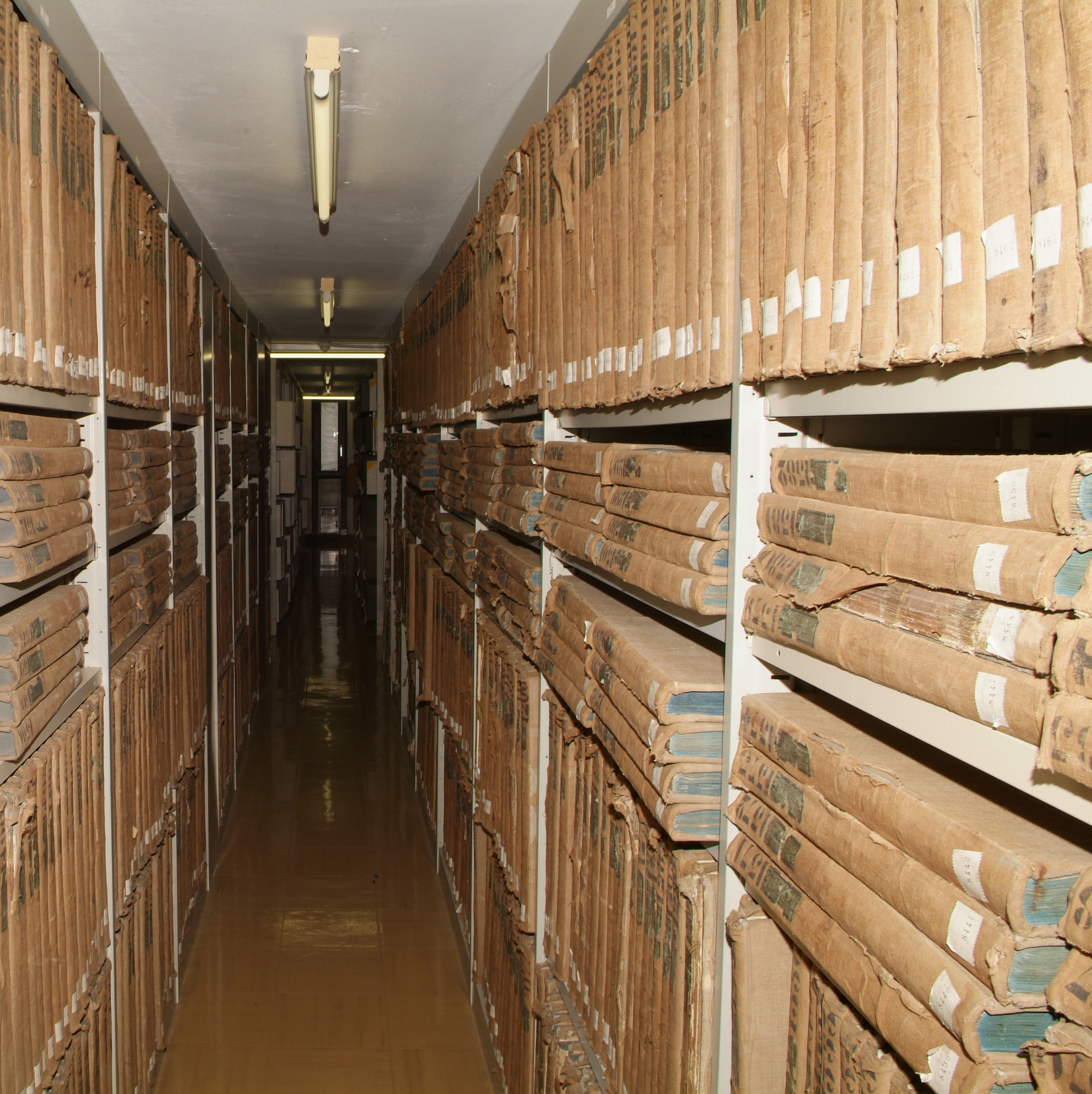
Vue du magasin de conservation avec le fonds des hypothèques.

Les archives départementales des Hauts-de-Seine ne conservent pas que des documents contemporains. Une politique de dévolution, menée avec les archives départementales des Yvelines (pour l’ancienne Seine-et-Oise) et les archives de Paris (pour l’ancienne Seine) a permis de reconstituer certains fonds antérieurs à la création du département des Hauts-de-Seine.
Si les séries anciennes (séries A, B, C, D, G, H et L) sont très pauvres, les principales séries modernes sont complètes : 
- 3E (notaires du département) ;
- 4E (état-civil des communes du département) ;
- série P (plans et matrices du cadastre) ;
- 3Q (bureaux d’enregistrement) ;
- 4Q (hypothèques, bureau de Sceaux) ;
- 4U (justices de Paix).

Pour la période contemporaine (série W), une politique de collecte dynamique a permis la constitution de fonds particulièrement riches :
- préfecture et sous-préfectures : cabinet du préfet, dossiers d’associations, dossiers d’installations classées, bureau des élections, bureau de l’urbanisme ;
- directions déconcentrées de l’état : services de l’Équipement (permis de construire notamment), affaires sanitaires et sociales (DDASS puis ARS et DDCS), inspections du travail ;
- justice : tribunal de grande instance de Nanterre, tribunaux d’instance, tribunal de commerce, conseils de prud’hommes, services de la protection judiciaire de la jeunesse ;
- enseignement : archives des écoles, collèges, lycées, ainsi que de l’université Paris Ouest Nanterre La Défense, des composantes de l’université Paris-Sud à Sceaux, de l’ancienne école normale d’apprentissage, et des circonscriptions d’inspection de l’Éducation nationale (IEN) ;
- conseil général des Hauts-de-seine : archives de tous les services départementaux (sociaux, techniques, culturels). Un service de préarchivage, créé en 2008 permet un suivi quotidien de la production archivistique du conseil général.

## Fonds privés

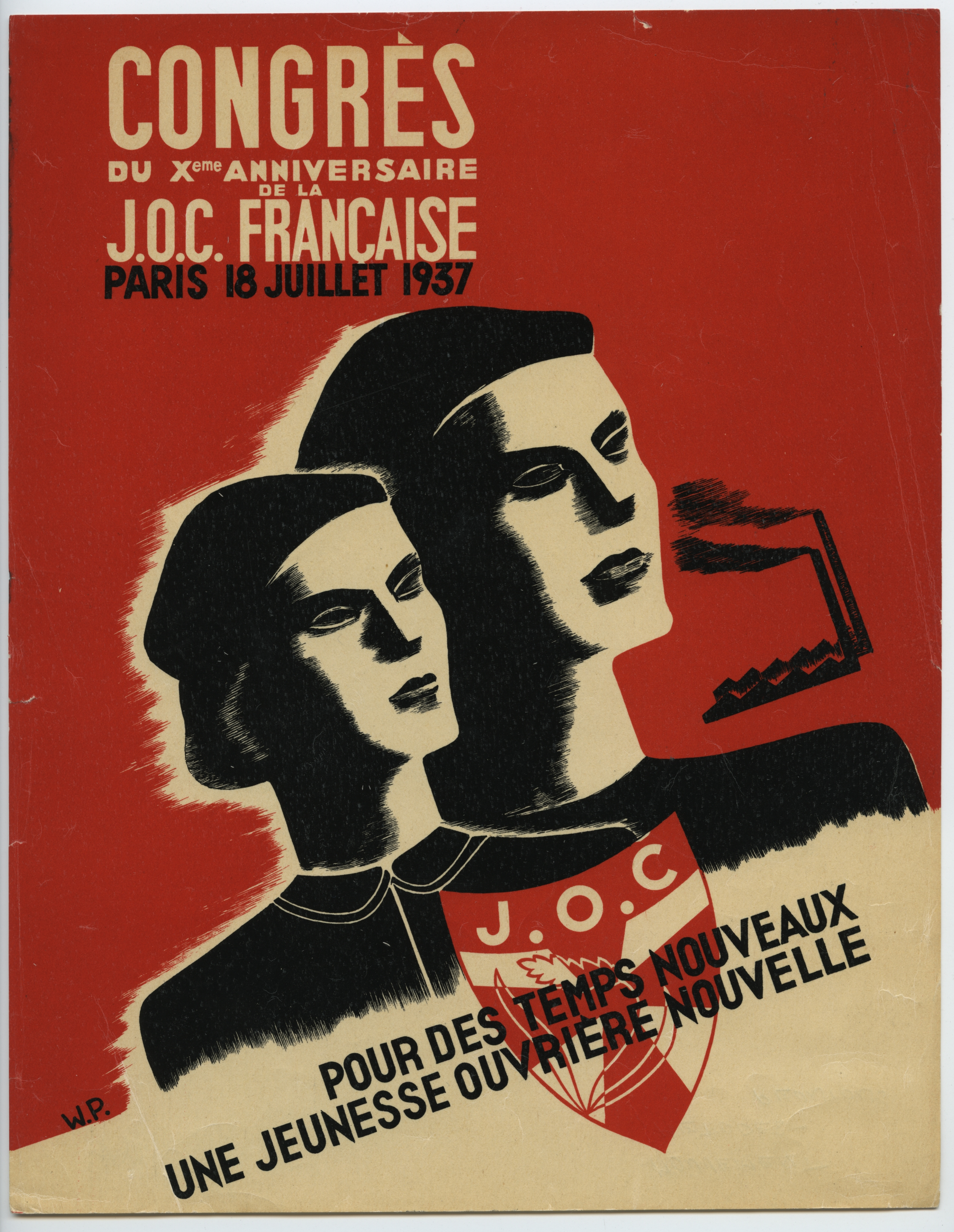
Affiche de la JOC.

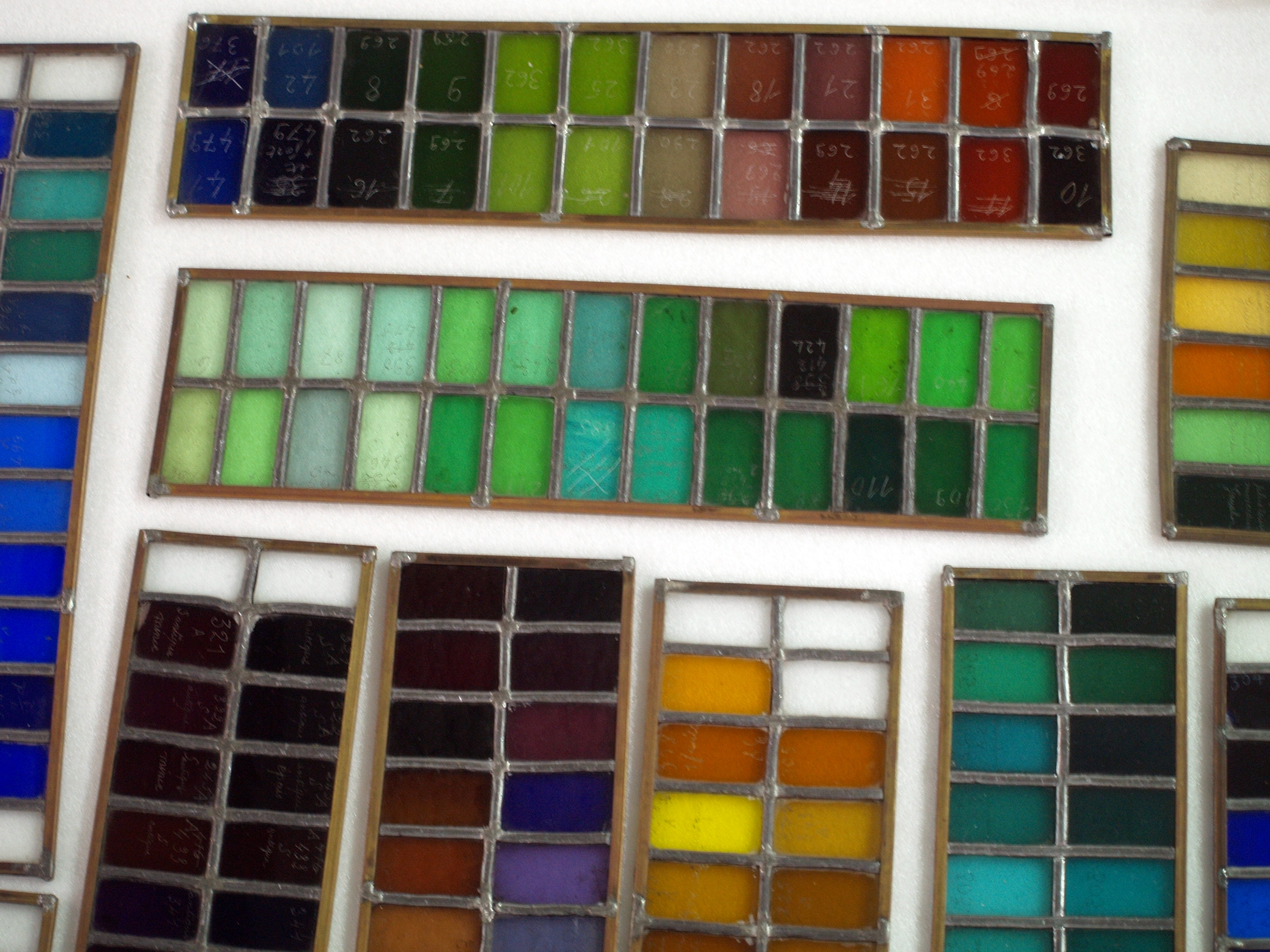
Palette d'échantillon de verres de l'atelier Brière.

Les archives départementales conservent essentiellement des archives publiques. Néanmoins, des fonds privés (entreprises, associations, personnalités) peuvent entrer dans les collections par don, dépôt ou achat. les archives contiennent ainsi :
- le fonds des archives centrales du mouvement d’action catholique Jeunesse ouvrière chrétienne (JOC) pour la période 1926-1987. Ce fonds, coté 44J, représente 188 mètres linéaires ainsi que celui de sa collection d'imprimés (46J). Plusieurs fonds viennent compléter cet ensemble, dont le fonds de la Jeunesse ouvrière chrétienne féminine (45J) ;
- quatre fonds d'architectes : l'agence de Mailly, le cabinet Feypell et Zoltowski, le cabinet Vidal et Bayard, et enfin le cabinet d'architecture et d'urbanisme Marot et Tremblot. Le fonds le plus prestigieux est le fonds De Mailly, qui participa notamment au développement du quartier de La Défense (le CNIT, la tour Nobel, premier immeuble-tour du quartier d'affaires, Bellini-Défense, Arago-Défense). Ce fonds contient des dossiers et plans des bâtiments et ouvrages d’art réalisés ou projetés, classés par numéro d'affaires, ainsi que des photographies et des albums de présentation de projet. Il représente 330 ml environ, 1 400 rouleaux de plans, et concerne la période de 1945 à 1975 ;
- Le fonds de l'atelier Brière : installés à Levallois-Perret depuis 1896, les peintres verriers Brière ont, pendant plus d’un siècle, embelli par le vitrail des belles demeures privées et de nombreux édifices publics. Lors de la fermeture de l’atelier à la fin de l’année 2005, la famille Brière a confié ses archives et un exceptionnel ensemble graphique de dessins de vitraux, témoins de la mémoire d’une famille et d’un métier et véritable miroir d’une époque.

## Bibliothèques patrimoniales

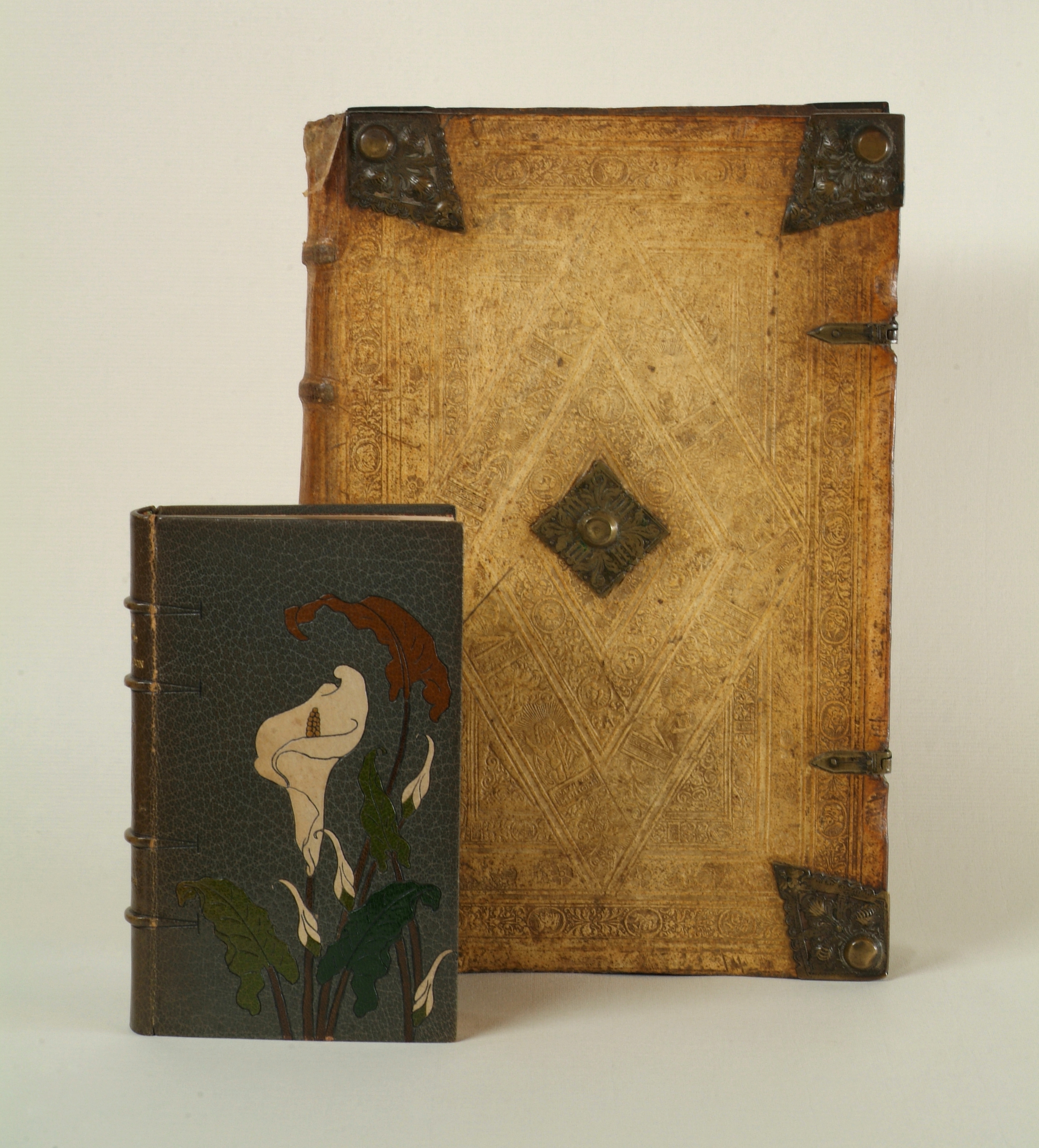
Ouvrages de la Bibliothèque André Desguine.

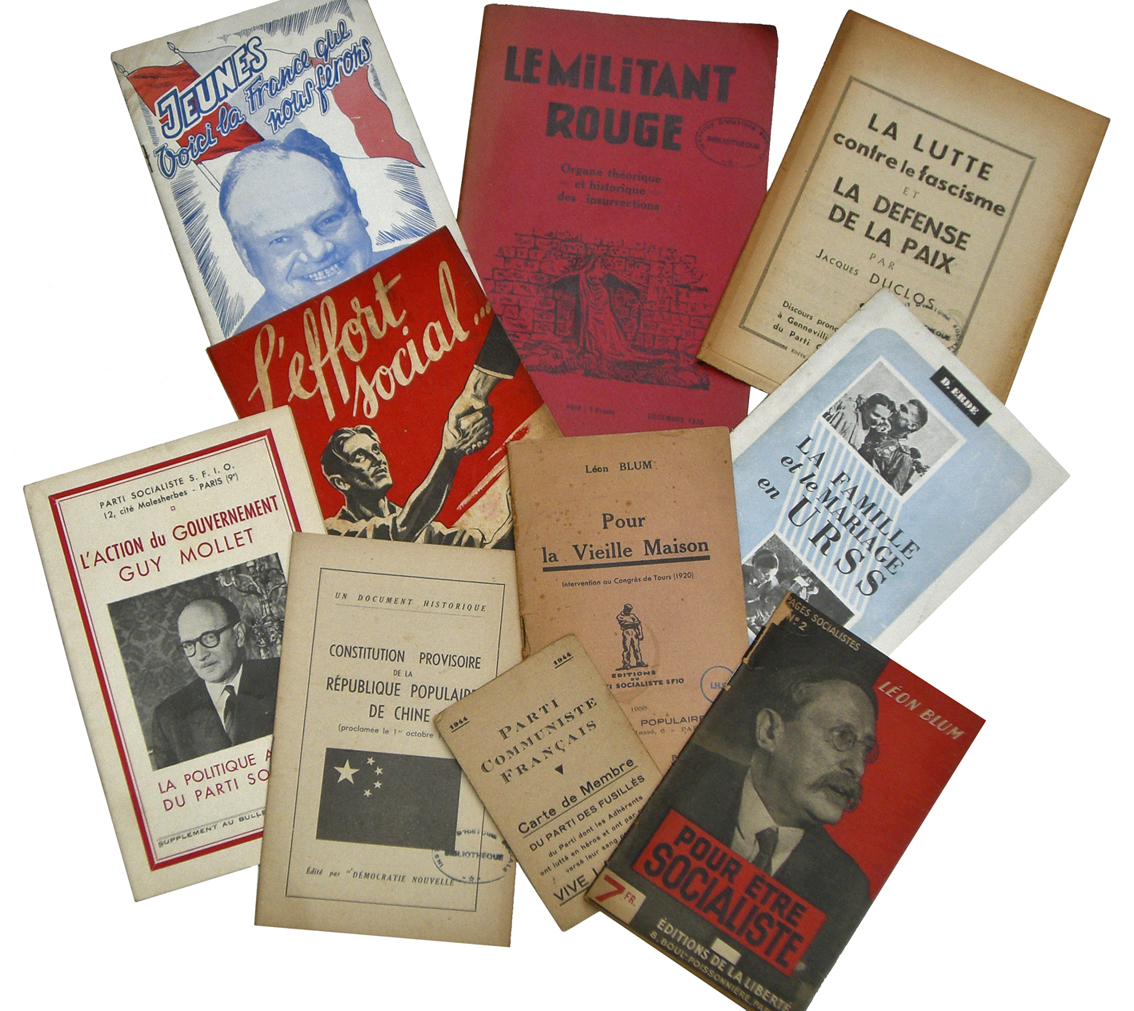
Brochures conservées à la Bibliothèque d'Histoire sociale la Souvarine.

Les archives assurent la conservation et la mise en valeur de deux bibliothèques patrimoniales : la bibliothèque André Desguine et la bibliothèque d’histoire sociale La Souvarine.
La bibliothèque André Desguine est constituée des quelque 55 000 volumes de la collection du bibliophile André Desguine, ancien directeur de l'École spéciale des travaux publics (1902-1981). Estimant qu'il n'en était que le dépositaire, il avait pris la décision d'en éviter la dispersion et d'en assurer un usage public. Sa veuve, partageant cette conception généreuse et philanthropique, a respecté ce vœu. Cette collection compte 200 manuscrits, 8 000 éditions antérieures à 1800, 1 350 éditions pour le XVIe siècle et à peu près autant pour le XVIIe siècle. S'y ajoutent 44 000 volumes qui composent les fonds modernes, éditions du XIXe siècle pour plus de la moitié, offrant, par leur nombre et leur exhaustivité dans bien des domaines, un panorama global de l'histoire intellectuelle. Un fonds André Desguine se trouve également aux Archives départementales du Val-de-Marne sous la cote 35J.
La bibliothèque d’histoire sociale La Souvarine se compose de plus de 40 000 volumes, d’une collection d’environ 1 000 titres de périodiques, d’une trentaine de fonds d’archives et de manuscrits légués par des militants, des chercheurs et des historiens. Elle porte essentiellement sur le communisme, le socialisme et le syndicalisme et doit son nom à son créateur, Boris Souvarine (1896-1985), l’un des fondateurs du Parti communiste français avant de devenir l’un des grands soviétologues, et l’un des plus imperturbables critiques de l’URSS,.

## Services
Les archives ont créé un service éducatif ayant pour projet « de faire découvrir aux élèves que l’histoire ne se trouve pas seulement dans les manuels scolaires mais qu’elle s’écrit à partir de documents originaux ».
Les archives ont ouvert un site Internet en janvier 2012. En plus d’articles présentant les fonds conservés et l’histoire du département, plusieurs milliers de documents numérisés sont proposés à la consultation en ligne : 
- registres d’état-civil (tables et actes) de 1793 à 1912[12] ;
- plans du cadastre napoléonien et rénové ;
- listes nominatives des dénombrements de la population.

## Directeurs
- Marie-Paule Arnauld ;
- 2009-2020 : Olivier Muth ;
- Depuis 2021 : Pierre Chancerel

## Pour approfondir